# 飞喷泉
40°51′34″N 119°19′55″W / 40.85944°N 119.33194°W
飞喷泉（英語：Fly Geyser）是美国内华达州西北一处小型间歇泉，位于瓦肖县格拉克以北32公里，目前属于私人领地。飞喷泉并非自然形成，是1964年一座地热试验井意外喷发而成，此后热泉水不断喷出，水中的碳酸钙常年累月沉淀在周围，形成小土丘。土丘上生活着嗜热藻类使得土丘呈现漂亮的红色和绿色。